# Бом де Вениз
Бом де Вениз (фр. Beaumes-de-Venise) насеље је и општина у Француској у региону Прованса-Алпи-Азурна обала, у департману Воклиз која припада префектури Карпантрас.
По подацима из 2011. године у општини је живело 2.360 становника, а густина насељености је износила 124,93 становника/km². Општина се простире на површини од 18,89 km². Налази се на средњој надморској висини од 100 метара (максималној 442 m, а минималној 44 m).

## Демографија
| 1962. | 1968. | 1975. | 1982. | 1990. | 1999. | 2011. |
| ----- | ----- | ----- | ----- | ----- | ----- | ----- |
| 1.386 | 1.484 | 1.631 | 1.721 | 1.784 | 2.051 | 2.360 |

График промене броја становника у току последњих година